# Словенске Дјармоти
Словенске Дјармоти (слч. Slovenské Ďarmoty) насељено је мјесто са административним статусом сеоске општине (слч. obec) у округу Вељки Кртиш, у Банскобистричком крају, Словачка Република.

## Становништво
| Година:    | 1994. | 2004.   | 2014.   | 2024.    |
| ---------- | ----- | ------- | ------- | -------- |
| Број људи: | 611   | 553     | 570     | 500      |
| Разлика:   |       | -9,49 % | +3,07 % | -12,28 % |

| Година:    | 2023. | 2024.   |
| ---------- | ----- | ------- |
| Број људи: | 493   | 500     |
| Разлика:   |       | +1,41 % |

Према подацима о броју становника из 2011. године насеље је имало 564 становника.